# Jan Bašný
Jan Bašný, né le 29 janvier 1963, est un ancien joueur et actuel entraîneur tchèque de handball.

## Biographie
Joueur de handball, Jan Bašný arrive en Corse en 1990 pour rejoindre le GFC Ajaccio et participe à la montée du club en première division avant d'en devenir l'entraîneur.
Après une expérience à Istres, il prend les rênes de l'équipe féminine de Besançon en 2007. Après la relégation du club en 2e division, il quitte Besançon en 2009. Après quelques années à la tête de la sélection tchèque féminine, il rejoint Nantes en 2014, en remplacement de Stéphane Moualek.
De 2010 à 2022, il a entraîné l'équipe de Tchéquie féminine de handball,.
Depuis 2021, il est entraîneur principal d'Achenheim Truchtersheim Handball, club de Division 2 Féminine.